# Why Girls Leave Home (film, 1945)
Pour les articles homonymes, voir Why Girls Leave Home.
Pour plus de détails, voir Fiche technique et Distribution.
Why Girls Leave Home est un film américain réalisé par William Berke, sorti en 1945. Le film fut nommé pour deux Oscars : Oscar de la meilleure chanson originale et Oscar de la meilleure musique de film lors de la 18e cérémonie des Oscars.

## Fiche technique
- Titre : Why Girls Leave Home
- Réalisation : William Berke
- Scénario : Fanya Foss et Bradford Ropes
- Photographie : Mack Stengler
- Montage : Carl Pierson
- Pays d'origine : États-Unis
- Format : Noir et blanc - 1,37:1 - Mono
- Genre : drame
- Date de sortie : 1945

## Distribution
- Lola Lane : Irene Mitchell
- Sheldon Leonard : Chris Williams
- Pamela Blake : Diana Leslie
- Elisha Cook Jr. : Jimmy Lobo
- Paul Guilfoyle : Steve Raymond
- Virginia Brissac : Mme Leslie
- Walter Baldwin : Wilbur Harris
- Claudia Drake : Marianna Mason
- Robert Emmett Keane : Ed Blake